# Eva Birthistle

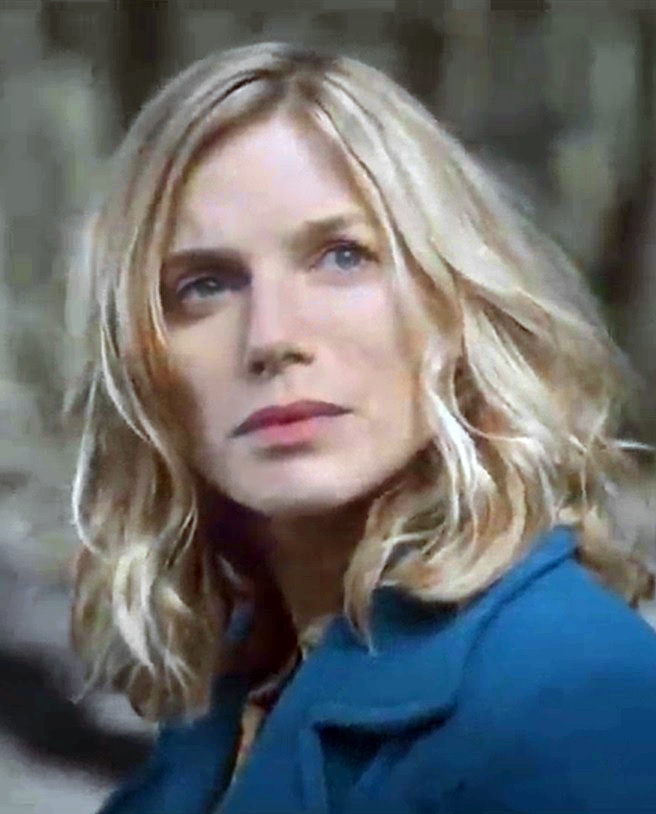
Eva Birthistle dans Here With Me (2014)

Eva Birthistle est une actrice, scenariste et productrice irlandaise, née le 16 avril 1974  à Bray, dans le comté de Wicklow.
Elle est notamment connue pour son rôle principal dans le film Just a Kiss. Elle joue également un rôle régulier dans la série The Last Kingdom et partage l'affiche de la série Bad Sisters, notamment avec Sharon Horgan.

## Biographie
Eva Birthistle est la fille d'un fermier. Sa famille déménage à Derry quand elle a 14 ans. Elle est élevée dans une famille catholique pratiquante. 
À l'adolescence, elle part à Dublin pour étudier l'art dramatique à l'université Gaiety School of Acting. 

### Vie privée
Le 31 décembre 2006, elle épouse l'acteur et musicien Raife Burchell. Apres quelques années, elle divorce.
Elle se remarie avec Ross John Barr, un acupuncteur. Ils ont deux enfants : un garçon, Jesse, né en 2013, et une fille, Joni, née en 2017.

## Filmographie

### Cinéma

#### Longs métrages
- 1997 : All Souls' Day d'Alan Gilsenan : Nicole
- 1999 : Making Ends Meet de Declan Recks : Kathy
- 2000 : Borstal Boy de Peter Sheridan : Liz Joyce
- 2000 : Saltwater de Charlie Vaughn : Deborah McCeever
- 2002 : Mystics de David Blair : Samantha
- 2004 : Just a Kiss (Ae Fond Kiss...) de Ken Loach : Roisin Hanlon
- 2004 : Timbuktu d'Alan Gilsenan : Isobel
- 2005 : Breakfast on Pluto de Neil Jordan : Eily Bergin
- 2005 : Imagine Me and You d'Ol Parker : Edie
- 2006 : Middletown de Brian Kirk : Caroline
- 2007 : La Ronde de nuit (Nightwatching) de Peter Greenaway : Saskia
- 2007 : Save Angel Hope de Lukas Erni : Renee Frye
- 2008 : Rembrandt's J'accuse de Peter Greenaway : Saskia (documentaire)
- 2008 : Daisy (The Daisy Chain) d'Aisling Walsh : Cat
- 2008 : Reverb d'Eitan Arrusi : Maddy
- 2009 : The Children de Tom Shankland : Elaine
- 2010 : The Rendezvous de Curt Truninger : Jackie
- 2011 : Wake Wood de David Keating : Louise
- 2013 : Life's a Breeze de Lance Daly : Margaret
- 2013 : Day of the Flowers de John Roberts : Rosa
- 2014 : Christina Noble (Noble) de Stephen Bradley : Sœur Laura
- 2015 : Brooklyn de John Crowley : Georgina
- 2015 : Swansong de Douglas Ray : Karen Price
- 2018 : The Delinquent Season de Mark O'Rowe : Danielle

#### Courts métrages
- 1998 : Getting Close d'Hugh McGrory : Jane
- 2014 : Here with Me de Pete Riski : Emily

### Télévision

#### Séries télévisées
- 1983 : Glenroe : Regina Crosbie
- 1998 : The Wonderful World of Disney : Karin
- 1999 : DDU : Mary Kelly
- 2001 : En immersion (In Deep) : Tina Shaw
- 2002 : Holby City : Vicky
- 2003 : Trust : Maria Acklam
- 2003 : Affaires non classées (Silent Witness) : Lauren Hathaway
- 2005 : The Baby War : Megan
- 2006 : Affaires d'États (The State Within) : Jane Lavery
- 2006 : Hercule Poirot (Agatha Christie's Poirot) : Rosaleen / Eileen
- 2008 : The Last Enemy : Eleanor Brooke
- 2009 : Ashes to Ashes : Jenette
- 2010 : Five Daughters : Annette Nicholls
- 2010 - 2011 : Strike Back : Capitaine Kate Marshall
- 2011 : Meurtres en sommeil (Waking the Dead) : Sarah Cavendish
- 2012 : Case Sensitive : Ruth Blacksmith
- 2014 : Les Enquêtes de Vera (Vera) : Kate Darrow
- 2014 : Amber : Sarah Bailey
- 2015 - 2018 / 2020 / 2022 : The Last Kingdom : Hild
- 2018 : The Bisexual : Laura
- 2021 : Mon amie Adèle (Behind Her Eyes) : Marianne
- 2021 : Destin : La Saga Winx (Fate : The Winx Saga) : Vanessa Peters
- 2022 : Bad Sisters : Ursula Flynn

#### Téléfilms
- 2001 : The American de Paul Unwin : Noemie Nioche
- 2002 : Sunday de Charles McDougall : Maura Young
- 2013 : The Psychopath Next Door de Kieron J. Walsh : Marianne Moran
- 2016 : The Circuit de Ben Taylor : Nat

## Distinctions

### Récompenses
- 2004 : Berlinade : Shooting Stars de la Berlinale
- 2004 : British Independent Film Awards : Meilleure actrice pour Just a Kiss
- 2004 : Irish Film and Television Awards : Meilleure actrice pour Just a Kiss
- 2005 : London Film Critics Circle : Actrice britannique de l'année pour Just a Kiss, partagée avec Kate Winslet
- 2012 : Myrtle Beach International Film Festival : Meilleure actrice pour The Rendezvous

### Nominations
- 2004 : Irish Film and Television Awards : Meilleure actrice pour Timbuktu
- 2005 : Irish Film and Television Awards : Meilleure actrice dans un secondaire - Télévision pour The Baby War
- 2007 : Irish Film and Television Awards : Meilleure actrice dans un rôle principal pour Middletown
- 2012 : Irish Film and Television Awards : Meilleure actrice dans un rôle secondaire - Télévision pour Strike Back
- 2014 : Irish Film and Television Awards : Meilleure actrice dans un rôle principal - Télévision pour Amber
- 2016 : Irish Film and Television Awards : Meilleure actrice dans un rôle principal pour Swansong
- 2018 : Irish Film and Television Awards : Meilleure actrice dans un rôle secondaire pour The Last Kingdom